# Кайл Каміскі
Кайл Каміскі (англ. Kyle Cumiskey; 2 грудня 1986, м. Абботсфорд, Канада) — канадський хокеїст, захисник. Виступає за «Дюссельдорф» у ДХЛ.
Виступав за «Келоуна Рокетс» (ЗХЛ), «Колорадо Аваланч», «Олбані Рівер-Ретс» (АХЛ), «Лейк-Ері Монстерс» (АХЛ), МОДО (Ерншельдсвік), «Сірак'юс Кранч» (АХЛ), «Чикаго Блекгокс», «Рокфорд Айсхогс» (АХЛ), Шеллефтео АІК.
В чемпіонатах НХЛ — 139 матчів (9+26), у турнірах Кубка Стенлі — 13 матчів (1+1).
У складі національної збірної Канади учасник чемпіонату світу 2010 (7 матчів, 0+3). 
Досягнення
- Володар Кубка Стенлі (2015)
- Чемпіон ЗХЛ (2005)